# 베드룸 아이스
《베드룸 아이스》(Bedroom Eyes)는 캐나다에서 제작된 윌리엄 프루엣 감독의 1984년 드라마, 스릴러 영화이다. 데일 헤이든 등이 주연으로 출연하였고 로버트 란토스 등이 제작에 참여하였다.

## 출연

### 주연
- 데일 헤이든

### 조연
- 크리스틴 캐텔
- 알프 험프레이즈
- 앵거스 막클네스
- 닉 니콜스

## 기타
- 미술: 린지 고다드